# Bremen-Liga
Bremen-Liga este o competiție de nivel regional în organizarea fotbalului de club german, destinată cluburilor de fotbal din regiunea Bremen.

## Cluburi 2009/10
- Brinkumer SV
- Bremer SV
- FC Bremerhaven
- SV Werder Bremen III
- OSC Bremerhaven
- Blumenthaler SV
- Habenhauser FV
- SG Aumund-Vegesack
- VfL 07 Bremen
- TSV Wulsdorf
- SV Türkspor Bremen
- OT Bremen
- TuS Schwachhausen
- TSV Melchiorshausen

Promovate:
- FC Oberneuland II
- SV Grohn

## Campioane Bremen-Liga
| Sezon   | Club                |
| 1947-48 | TuS Bremerhaven 93  |
| 1948-49 | SV Hemelingen       |
| 1949-50 | Blumenthaler SV     |
| 1950-51 | Blumenthaler SV     |
| 1951-52 | Blumenthaler SV     |
| 1952-53 | ATSV 1860 Bremen    |
| 1953-54 | ATSV 1860 Bremen    |
| 1954-55 | ATSV 1860 Bremen    |
| 1955-56 | Bremer SV           |
| 1956-57 | SV Werder Bremen II |
| 1957-58 | Bremer SV           |
| 1958-59 | Blumenthaler SV     |
| 1959-60 | Polizei SV Bremen   |
| 1960-61 | Bremer SV           |
| 1961-62 | SV Werder Bremen II |
| 1962-63 | AGSV Bremen         |
| 1963-64 | Blumenthaler SV     |
| 1964-65 | Bremer SV           |
| 1965-66 | Eintracht Bremen    |
| 1966-67 | SV Werder Bremen II |
| 1967-68 | SV Werder Bremen II |

| Season  | Club                   |
| 1968-69 | TuS Bremerhaven 93 II  |
| 1969-70 | Polizei SV Bremen      |
| 1970-71 | Polizei SV Bremen      |
| 1971-72 | Blumenthaler SV        |
| 1972-73 | Blumenthaler SV        |
| 1973-74 | Blumenthaler SV        |
| 1974-75 | TSV Osterholz-Tenever  |
| 1975-76 | SV Werder Bremen II    |
| 1976-77 | SG Oslebshausen Bremen |
| 1977-78 | Bremer SV              |
| 1978-79 | Blumenthaler SV        |
| 1979-80 | SFL Bremerhaven        |
| 1980-81 | FT Geestemünde         |
| 1981-82 | SFL Bremerhaven        |
| 1982-83 | Bremer SV              |
| 1983-84 | SC Vahr                |
| 1984-85 | Bremer SV              |
| 1985-86 | Bremer SV              |
| 1986-87 | FC Mahndorf            |
| 1987-88 | SFL Bremerhaven        |
| 1988-89 | Blumenthaler SV        |

| Season    | Club                   |
| 1989-90   | TSV Osternholz-Tenever |
| 1990-91   | TSV Osternholz-Tenever |
| 1991-92   | SFL Bremerhaven        |
| 1992-93   | FC Bremerhaven         |
| 1993-94   | FC Bremerhaven         |
| 1994-95   | SV Vatan Sport         |
| 1995-96   | FC Oberneuland         |
| 1996-97   | Blumenthaler SV        |
| 1997-98   | SV Werder Bremen III   |
| 1998-99   | BTS Neustadt           |
| 1999–2000 | SC Weyhe               |
| 2000-01   | SC Weyhe               |
| 2001-02   | FC Bremerhaven         |
| 2002-03   | SC Weyhe               |
| 2003-04   | KSV Vatan Sport Bremen |
| 2004-05   | SC Weyhe               |
| 2005-06   | FC Oberneuland         |
| 2006-07   | Bremer SV              |
| 2007-08   | FC Bremerhaven         |
| 2008-09   | Brinkumer SV           |
| 2009-10   |                        |

Source:„Verbandsliga Bremen”. Das deutsche Fussball-Archiv. Accesat în 23 februarie 2008.